# Cím nélküli Korn-album
Ez a Korn nyolcadik stúdióalbuma, amelyen már nem David Silveria a dobos. Több emberrel is próbálták helyettesíteni, Jonathan Davis, Terry Bozzio és Brooks Wackerman is dobolt a felvételeken. Koncerteken Joey Jordison a Slipknotból volt David "helyettese", amíg fel nem váltotta Ray Luzier, aki máig is a Korn tagja; ám Ray a lemezen még nem játszott. Az album 2007. július 31-én jelent meg, a Virgin Recordsnál. Amerikában aranylemez lett, amihez ott legalább 500 000 eladott példányra van szükség.

## Elnevezése
2007. május 17-én volt egy interjú Munkyval, ahol elárult néhány dolgot az új albumról. Május 28-án egy interjúban megkérdezték Jonathant, hogy mi lesz a neve, ezt válaszolta: „Nem fogunk neki nevet adni". Ezt meg is magyarázta: "A világ legjobb dobosai játszanak rajta, Terry Bozzio és Brooks Wackerman a Bad Religionből, valamint én is játszottam néhány számon a dobon. Nagyon büszke vagyok erre, és alig várom, hogy megmutassuk az embereknek, mit csináltunk.” Így folytatta: „Nem akarjuk elnevezni ezt az albumot. Nincsenek határvonalai. Nincsenek hatájai, és miért ne hagyjuk a rajongóinkat, hogy úgy hívják, ahogy csak akarják?”

## Stílusa
„Nem akarom azt mondani, hogy ez durva, mert a többi tag nem szereti, ha ezt a szót használom rá. Megmaradt a kornos hangzása, de jóval nyomasztóbb” – Jonathan Davis

A szakemberek is hasonló véleményen vannak, ugyanakkor a legtöbb kritikus úgy véli, ez a legkomolyabb Korn-album a 2002-es Untouchables óta.

## Megjelenése
A lemez a világ különböző tájain más és más időpontokban jelent meg:
- Július 27. – Németország
- Július 30. – Nagy-Britannia, Mexikó
- Július 31. – Usa, Kanada
- Augusztus 8. – Japán

Az USA-ban a Billboard 200 a második helyen debütált, mintegy 123 000 eladott példánnyal. Az albumról három kislemezt adtak ki, az Evolutiont, mely a Mainstream Rock Tracks listán negyedik helyen debütált, a Hold ont, ami a kilencedik helyen, valamint 2008 áprilisában a Kisst.

## Az album dalai
| 1.    | Intro                  | 1:57 |
| 2.    | Starting Over          | 4:02 |
| 3.    | Bitch We Got a Problem | 3:22 |
| 4.    | Evolution              | 3:37 |
| 5.    | Hold On                | 3:06 |
| 6.    | Kiss                   | 4:10 |
| 7.    | Do What They Say       | 4:17 |
| 8.    | Ever Be                | 4:48 |
| 9.    | Love and Luxury        | 3:00 |
| 10.   | Innocent Bystander     | 3:28 |
| 11.   | Killing                | 3:36 |
| 12.   | Hushabye               | 3:52 |
| 13.   | I Will Protect You     | 5:29 |
| 48:47 |                        |      |

## További információ
- https://web.archive.org/web/20110623171006/http://www.korn.com/